# Bão Claudette (2003)
Bão Claudette là cơn bão nhiệt đới thứ ba và là cơn bão đầu tiên của mùa bão Đại Tây Dương năm 2003. Một cơn bão Đại Tây Dương kéo dài vào tháng Bảy, bão Claudette bắt đầu như một cơn sóng nhiệt đới ở phía đông Caribbean. Nó di chuyển nhanh về phía tây, lướt qua bán đảo Yucatán trước khi di chuyển theo hướng tây bắc qua Vịnh Mexico. Claudette vẫn là một cơn bão nhiệt đới cho đến trước khi đổ bộ vào Cảng O'Connor, Texas, nơi nó nhanh chóng mạnh lên thành một cơn bão cấp 1 trên thang bão Saffir-Simpson. Dự báo về con đường và cường độ của nó là không chắc chắn trong suốt quá trình của nó, dẫn đến sự ảnh hưởng rộng và không cần thiết trên con đường đổ bộ của nó. Claudette là cơn bão đầu tiên đổ bộ vào tháng 7 ở Hoa Kỳ kể từ bão Danny vào mùa bão năm 1997. Cơn bão đã làm hai người thương vong và gây ra thiệt hại vừa phải ở Texas, chủ yếu là do gió mạnh, cũng như xói mòn bờ biển trên diện rộng. Vì thiệt hại, Tổng thống George W. Bush đã tuyên bố các phần của Nam Texas là Khu vực Thảm họa Liên bang, cho phép các công dân bị ảnh hưởng xin viện trợ. Bão Claudette cũng gây ra lượng mưa đáng kể và thiệt hại nhỏ ở bang Quintana Roo của Mexico khi còn là một cơn bão nhiệt đới, cũng như thiệt hại nhỏ ở Saint Lucia trước khi phát triển thành một cơn bão xoáy nhiệt đới. 
 Một cơn sóng nhiệt đới di chuyển ra khỏi bờ biển châu Phi vào ngày 1 tháng 7. Nó phát triển đều đặn khi nó di chuyển về phía tây giống như áp thấp nhiệt đới vào ngày 7 tháng 7. Tuy nhiên, các báo cáo bề mặt và máy bay trinh sát cho thấy hệ thống này không có đặc điểm của một cơn bão nhiệt đới, vẫn đơn giản là một hệ thống áp suất thấp. Làn sóng tạo ra gió bão nhiệt đới khi nó di chuyển qua Lesser Antilles vào ngày 8 tháng 7 nhưng không thu được các đặc điểm nhiệt đới cho đến khi nó đến vùng phía đông Caribbean. Phát hiện gió bão nhiệt đới, hệ thống đã được nâng cấp ngay lập tức thành Bão nhiệt đới sau khi nó phát triển lưu thông cấp thấp vào ngày 8 tháng 7.
Đến đầu ngày 9 tháng 7, trong khi ở phía nam Puerto Rico, Bão Claudette đã nhanh chóng mạnh lên trên vùng biển ấm của vùng Caribbean và những cơn gió mạnh nhất của nó chỉ chưa thực sự phát triển vì cường độ bão. Có thể do chuyển động nhanh về phía trước, cơn bão trở nên vô tổ chức và suy yếu. Các điều kiện trong một thời gian ngắn trở nên thuận lợi hơn ở phía tây Caribbean và bão Claudette đã đạt được trạng thái bão trong sáu giờ vào ngày 10 tháng 7. Ngay sau đó, cơn bão gặp phải những cơn gió lớn bất lợi và suy yếu trở lại thành một cơn bão nhiệt đới. Đối mặt với một sườn núi cận nhiệt đới, một sườn núi cao áp thường ngăn cản các bão nhiệt đới di chuyển về phía bắc, nó đã chuyển sang phía tây-tây bắc. Bão Claudette đã đổ bộ lần đầu tiên tại Puerto Morelos (Mexico) trên bán đảo Yucatán, vào ngày 11 tháng 7, như một cơn bão nhiệt đới với gió ở 60 mph (97 km/h). 

Bão Claudette đổ bộ vào Texas vào ngày 15 tháng 7

Claudette chuyển hướng về phía tây bắc qua Vịnh Mexico và dần dần phát triển. Gió cấp trên giảm dần, và một lần nữa, cơn bão trở thành một cơn bão nhiệt đới vào cuối ngày 14 tháng 7. Ngay trước khi đổ bộ, nó đã mạnh lên nhanh chóng và chuyển động về phía trước theo hướng mạnh mẽ hơn, tấn công Port O'Connor, Texas, vào ngày 15 tháng 7, bây giờ là một cơn bão cấp 1 trên thang bão Saffir-Simpson với sức gió 90   mph (150 km/h). Cư dân vùng duyên hải và nội địa của bờ biển miền trung Texas đã mất cảnh giác cả về cường độ và thời gian cơn bão đổ bộ. Cơn bão được dự báo sẽ đổ bộ vào các giờ tối ngày 15 tháng 7, nhưng thay vào đó đã lên bờ ngay trước buổi trưa. Hơn nữa, một số ước tính ban đầu cho thấy rằng bão Claudette đã đạt đến trạng thái của cơn bão cấp 2, với sức gió duy trì lên tới 100 mph (155 km/h); những điều này dựa trên những quan sát không chính thức không được hỗ trợ bởi dữ liệu chính thức.
Thời gian mà bão Claudette phát triển cũng chậm như thời gian nó tan biến trên vùng đất liền. Cảnh báo bão nội địa đã được ban hành cho một số quận cách xa bờ biển và gió thổi đến 83 mph (134 km/h)tại sân bay khu vực Victoria. Nó duy trì cường độ bão nhiệt đới trong hơn 24 giờ sau khi đổ bộ, hiếm có cơn bão yếu như vậy; hầu hết các hệ thống nhiệt đới suy yếu nhanh chóng sau khi đổ bộ, vì chúng bị tách ra khỏi vùng nước ấm cung cấp năng lượng cho chúng. Cơn bão cuối cùng đã mất đi tuần hoàn cấp thấp vào đầu ngày 17 tháng 7 trên Chihuahua, mặc dù lượng mưa và lưu thông cấp trên đã vượt qua Nam California và tiếp tục vào Thái Bình Dương.

## Sự chuẩn bị đối phó với bão Cladette
Các quan chức Mexico đã đưa ra một cảnh báo bão nhiệt đới 37 giờ trước khi cơn bão đổ bộ giữa Chetumal và Cabo Catoche, Quintana Roo. Cảnh báo đã được nâng cấp thành cảnh báo bão về một ngày trước khi đổ bộ, nhưng đã bị hạ cấp khi Claudette suy yếu chỉ 13 giờ trước khi đổ bộ vào bán đảo Yucatán. Chính phủ Mexico tuyên bố tình trạng khẩn cấp trong đường đi dự kiến của cơn bão và ra lệnh sơ tán cho 1.500 công dân ở Quintana Roo. Ở đó, cư dân vẫn bình tĩnh trong quá trình sơ tán. Khách du lịch rời các hộp đêm để đến các siêu thị mua đồ dự trữ, trong số các mặt hàng khác, bia, đã bị cấm sử dụng vào lúc nửa đêm. Các trường học được thiết lập làm nơi trú ẩn, trong khi cảnh sát buộc khách du lịch phải ở trong khách sạn của họ.
Sự thay đổi nhất quán trong con đường của bão Claudette đã gây ra sự khó lường khi suy tính về sức mạnh và vị trí của cuộc đổ bộ cuối cùng của nó. Vào ngày 13 tháng 7, hai ngày trước cuộc đổ bộ cuối cùng của bão Claudette, Trung tâm Bão quốc gia đã cho vận hành một chiếc đồng hồ bão giữa Brownsville và Port O'Connor, Texas. Đến ngày hôm sau, một cảnh báo bão đã phát động từ Vịnh Baffin đến Đảo High, Texas, trong khi cảnh báo bão nhiệt đới kéo dài từ Đảo High đến Thành phố Intracoastal, Louisiana. Khi rõ ràng Louisiana sẽ không bị ảnh hưởng đáng kể bởi cơn bão, các cảnh báo bão nhiệt đới của tiểu bang đã bị hủy bỏ. Tại Texas, các quan chức của Hạt Galveston đã đề nghị sơ tán cho phía tây Đảo Galveston và Bãi biển Jamaica, 24 giờ trước khi cuộc đổ bộ theo dự kiến của bão Claudette. Hệ thống thông báo qua điện thoại khẩn cấp đã thông báo cho người dân vào buổi tối để tránh sơ tán trong đêm. Nhiều người dân đã chú ý đến đề nghị sơ tán, một số người nhớ đến trận lụt từ Bão nhiệt đới Frances 5 năm trước.
Bão Claudette cũng ảnh hưởng đến ngành dầu khí. ExxonMobil, Chevron, ConocoPhillips, Shell Oil, Marathon Oil, Unocal Corporation và Anadarko Corporation Corporation đều hạn chế sản xuất và sơ tán nhiều công nhân của họ. Chevron, đã sơ tán hơn 1.800 công nhân, trả lại nhiều công nhân vào ngày mà bão Claudette đổ bộ. Unocal đóng 23 giàn khoan và ga trong khu vực. Việc đóng cửa kết hợp đã ngừng sản xuất hàng ngày 225.000 thùng (35.800 m3) dầu mỗi ngày và 2 tỷ foot khối (57.000.000 m3) khí đốt tự nhiên, chiếm 15% tổng sản lượng tại Vịnh Mexico.

## Ảnh hưởng của bão

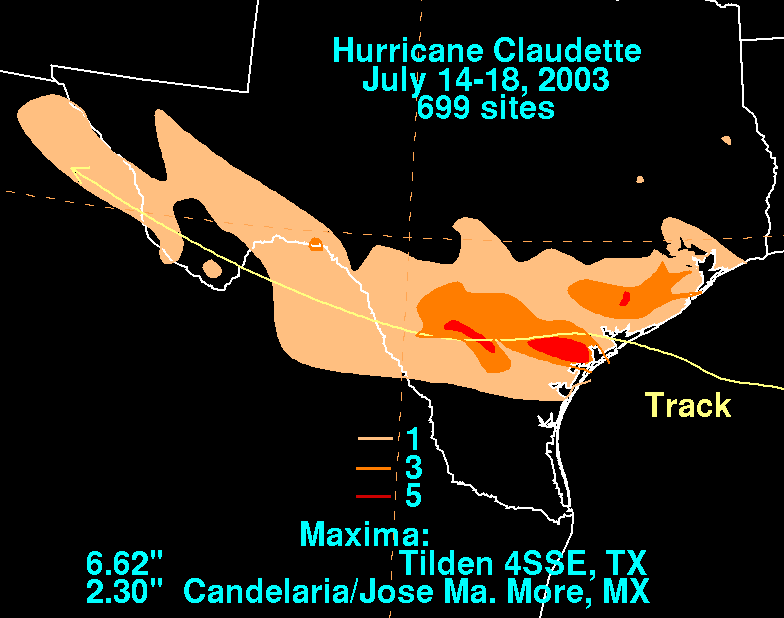
Tổng lượng mưa từ Claudette

Bên ngoài của Texas, cơn Bão Claudette gây thiệt hại nhỏ do của nó cường độ thấp. Tổng cộng ước tính thiệt hại rose để $180 triệu (2003 USD, $198 triệu năm 2006 USD), và bão gây ra một trực tiếp và hai gián tiếp chết. Một trong những gián tiếp cái chết xảy ra từ một người đàn ông có một trái tim bị tấn công trong khi lướt ở phía đông, Vịnh Mexico, trong khi những thứ hai gián tiếp chết tham gia một người phụ nữ bị giết bởi một rơi cành cây ở Texas, sau khi cơn bão đã qua.

### Biển Caribbean

Bão nhiệt đới đánh vào bán đảo Yucatán vào ngày 11 tháng 7

Khi còn là một cơn sóng nhiệt đới, bão Claudette đã làm mưa xối xả và mang theo gió mạnh đến đảo Saint Lucia. Sân bay George FL Charles ở Castries báo cáo một cơn gió mạnh 52 mph (84 km/h), trong khi các phần khác của đảo hứng lượng mưa gần như tạt ngang từ các cơn gió. Trên các phần phía bắc và phía đông của hòn đảo, những cơn gió mạnh đã làm tốc mái nhà và làm đổ cây trên đường. Nhìn chung, thiệt hại là nhẹ và lên tới 1,1 triệu USD (vào năm 2003, 1,5 triệu USD vào 2019) 
Tại Cộng hòa Dominican, các vành đai ngoài của cơn bão đã gây ra lượng mưa lên tới 3 inch (76 mm) ở Santo Domingo. Gió giật đến 45 mph (72 km/h), quật ngã cây cối, biển báo và mái tôn. Ngoài ra, lũ lụt ở các khu vực đô thị đã chặn giao thông cho xe hơi và người đi bộ. Đồn điền chuối và các đồn điền trái cây khác ở phía tây nam của đất nước đã bị thiệt hại nghiêm trọng, mặc dù tổng thiệt hại chính xác vẫn chưa được thống kê hết.
Trên Jamaica, cơn bão đã gây ra gió giật 45 mph (72 km/h) ở vịnh Montego. Các nhà dự báo dự đoán thủy triều cao, sóng mạnh và lượng mưa trên đảo lên tới 6 inch (150 mm), mặc dù tổng số chính xác sau bão không được biết đến. Nhiều ngư dân đã di chuyển thuyền của họ từ dưới nước đến nơi an toàn, trong khi một tàu du lịch chuyển hướng ba chiếc tàu ra khỏi đường đi của bão Claudette.
Trong Quần đảo Cayman, nơi cơn bão vẫn tung hoành với sức mạnh 165 dặm (266 km) ở điểm gần nhất,tổng lượng mưa dao động từ 1 đến 3 inch (25 đến 76 mm). Ở phía nam của Grand Cayman, bão Claudette gây ra độ cao sóng khoảng 10 foot (3,0 m), trong khi phía tây có lượng mưa nhỏ hơn. Cũng trên Grand Cayman, cơn bão đã gây ra gió ở mức 35–40 mph (56–64 km/h), gây thiệt hại nhỏ.
Trên bán đảo Yucatán của Mexico, bão Claudette đã táp những con sóng mạnh vào bờ biển tại Cancún, nhưng nhìn chung đã gây ra thiệt hại nhẹ. Trong khi băng qua bán đảo, cơn bão đã giảm lượng mưa vừa phải, tổng cộng 3,22 inch (82 mm)  trong Cancún. Gió ở mức vừa phải, khiến Sân bay Quốc tế Cancún bị trì hoãn một số chuyến bay, tuy nhiên không có chuyến bay nào bị hủy. Tổng kết thiệt hại, bão Claudette đã đánh chìm một vài chiếc thuyền nhỏ và làm ngập một vài con phố ở Cancún, mặc dù thiệt hại không đáng kể ở bán đảo Yucatán.

### Tại Texas

Tổng quan về thiệt hại ở Palacios

Khi đổ bộ vào bờ biển miền trung Texas, nước dâng do bão của Claudette đạt tới độ cao tối đa 5,3 foot (1,6 m)  ở Galveston. Freeport đã báo cáo "thủy triều bão", nước dâng cao so với thủy triều thấp trung bình là 9,15 foot (2,79 m). Bão Claudette tạo ra lượng mưa vừa phải trên khắp miền nam Texas, đạt mức cao nhất là 6,5 inch (170 mm) ở Tilden. Trên đảo Matagorda, trạm thời tiết địa phương đo được gió là 75 mph (121 km/h), đây là báo cáo chính thức duy nhất về gió bão dọc theo bờ biển. Tuy nhiên, một số giàn khoan dầu ngoài khơi đã báo cáo có sức gió lên tới 90 mph (140 km/h) và một báo cáo không chính thức nữa tại Seadrift chỉ ra sức gió 96,6 mph (155,5 km/h). Báo cáo này sẽ cho thấy cơn bão đã là một cơn bão cấp 2 cấp thấp, mặc dù điều này mâu thuẫn với dữ liệu của Thợ săn bão, chỉ ra một cơn bão có cường độ nhỏ hơn.
Xói mòn nghiêm trọng tại bãi biển xảy ra từ High Island đến Freeport, mặc dù các ống địa kĩ thuật lớn đã làm giảm xói mòn trên đảo Galveston và Bán đảo Bolivar. Các dải bên ngoài của cơn bão đã sinh ra hai cơn lốc xoáy. Một cơn lốc xoáy là F1 trên thang Fujita đã gây thiệt hại cho một số tòa nhà ở Palacios và những ngôi nhà bị hư hại khác ở Port Lavaca.
Lũ lụt và gió giật mạnh đã phá hủy 204 ngôi nhà dọc theo bờ biển phía đông nam Texas, hầu hết xảy ra ở Hạt Matagorda. Ngoài ra, gió đã làm hư hại 1.407 ngôi nhà, với 144 trong số đó bị hư hại nghiêm trọng. Gió cũng ảnh hưởng đến 147 cơ sở kinh doanh, trong đó 64 cơ sở bị phá hủy hoặc hư hỏng nặng. Những cơn gió mạnh đã làm sập nhiều đường dây điện, khiến khoảng 74.000 cư dân bị ngừng cung cấp điện ngay sau đó. Nhìn chung, bão Claudette làm thiệt hại 180 triệu USD (2003 USD, 245 triệu USD vào 2019) ở Texas và một người chết do một cây đổ trong cơn bão. Ngoài ra, cơn bão còn gián tiếp gây ra một cái chết khác, khi một cành cây rơi vào người phụ nữ sau cơn bão.

## Hậu quả

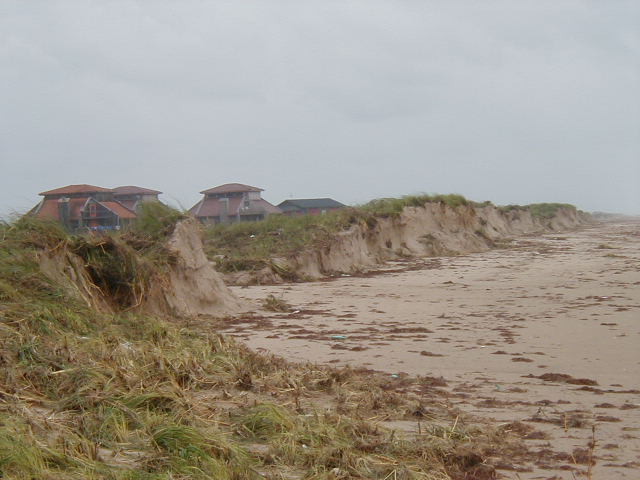
Xói mòn bãi biển do bão Claudette gây ra

Vào ngày 17 tháng 7, Tổng thống George W. Bush đã tuyên bố 18 quận phía nam Texas là khu vực thảm họa liên bang. Trong vòng 2 tháng sau cơn bão, hơn 15.00 công dân đăng ký hỗ trợ. Chính phủ đã phê duyệt 34,8 triệu (2003 USD, 55,4 triệu USD vào 2019) viện trợ, trong đó gần một nửa được dùng để cơ bản khắc phục vấn đề về nhà cửa bị bão tàn phá. Cơ quan quản lý khẩn cấp liên bang (FEMA) đã cung cấp 75% trong số 1,35 triệu USD (2003 USD, 2,15 triệu USD vào 2019) cho chi phí loại bỏ những mảnh vụn do cơn bão để lại, và 25% còn lại được chi trả thông qua các cơ quan địa phương. FEMA cũng cung cấp 1,26 triệu USD (2003 USD, 2 triệu USD vào 2019) để sửa chữa các ống địa kĩ thuật trên Bán đảo Bolivar ở Hạt Galveston. Các ống địa kĩ thuật, thứ bảo vệ các tòa nhà dọc theo các khu vực ven biển, đã bị thiệt hại nặng nề bởi cơn bão.
Ở phía tây Texas, lượng mưa lớn lên tới 5 inch (130 mm)  tạm thời tạo điều kiện cho sự phát triển rộng rãi của hoa dại trong một vùng đất thường khô cằn. Lượng mưa đã khôi phục dòng chảy của Rio Grande tại Công viên quốc gia Big Bend, đã ngừng hoạt động trong khu vực do thiếu nước mưa. Ngoài ra, lượng mưa đã làm tăng mực nước trong Hồ chứa Amistad hơn 4 foot (1,2 m).